# Forum Confluentes

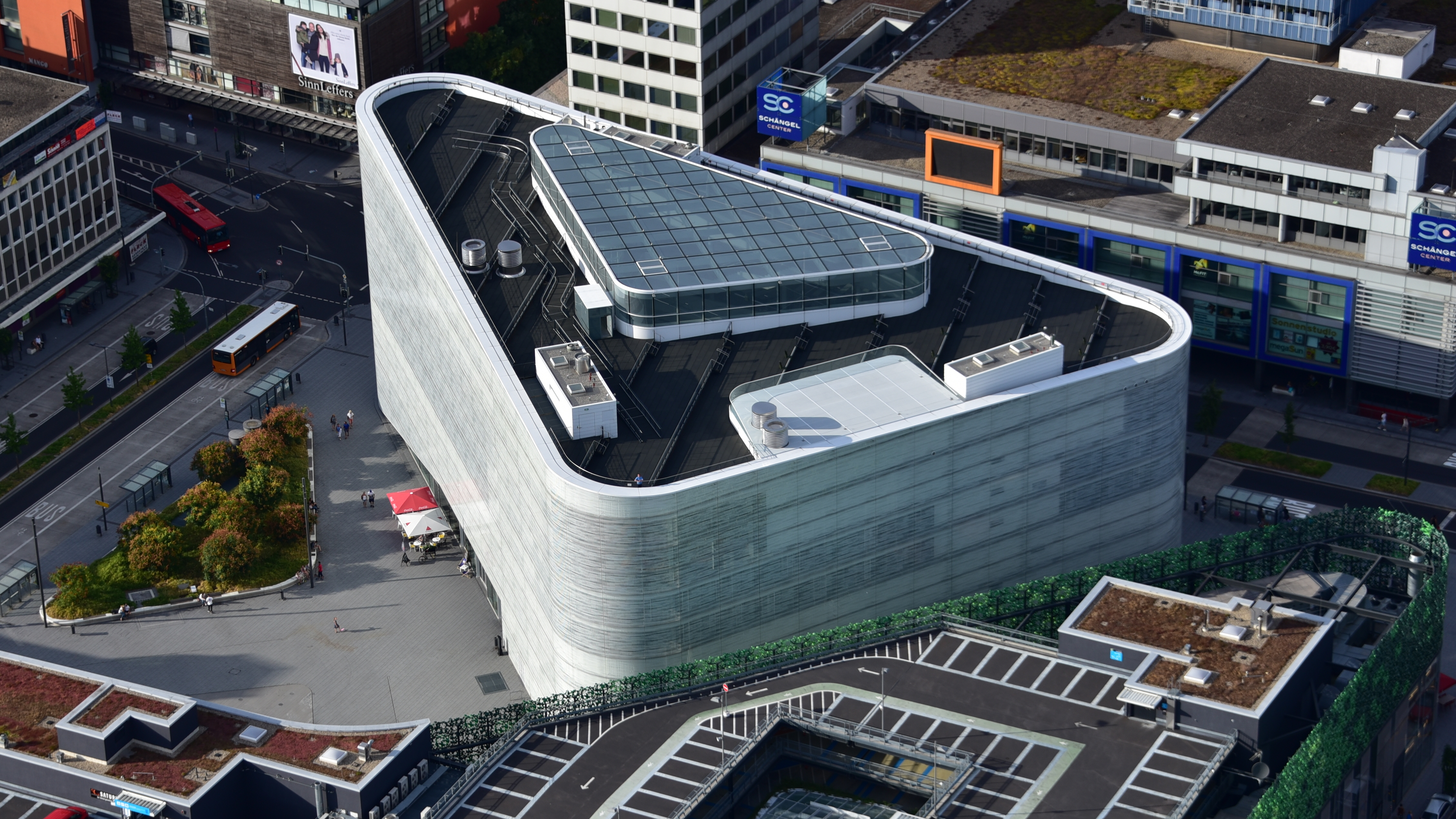
Luftaufnahme (2016)

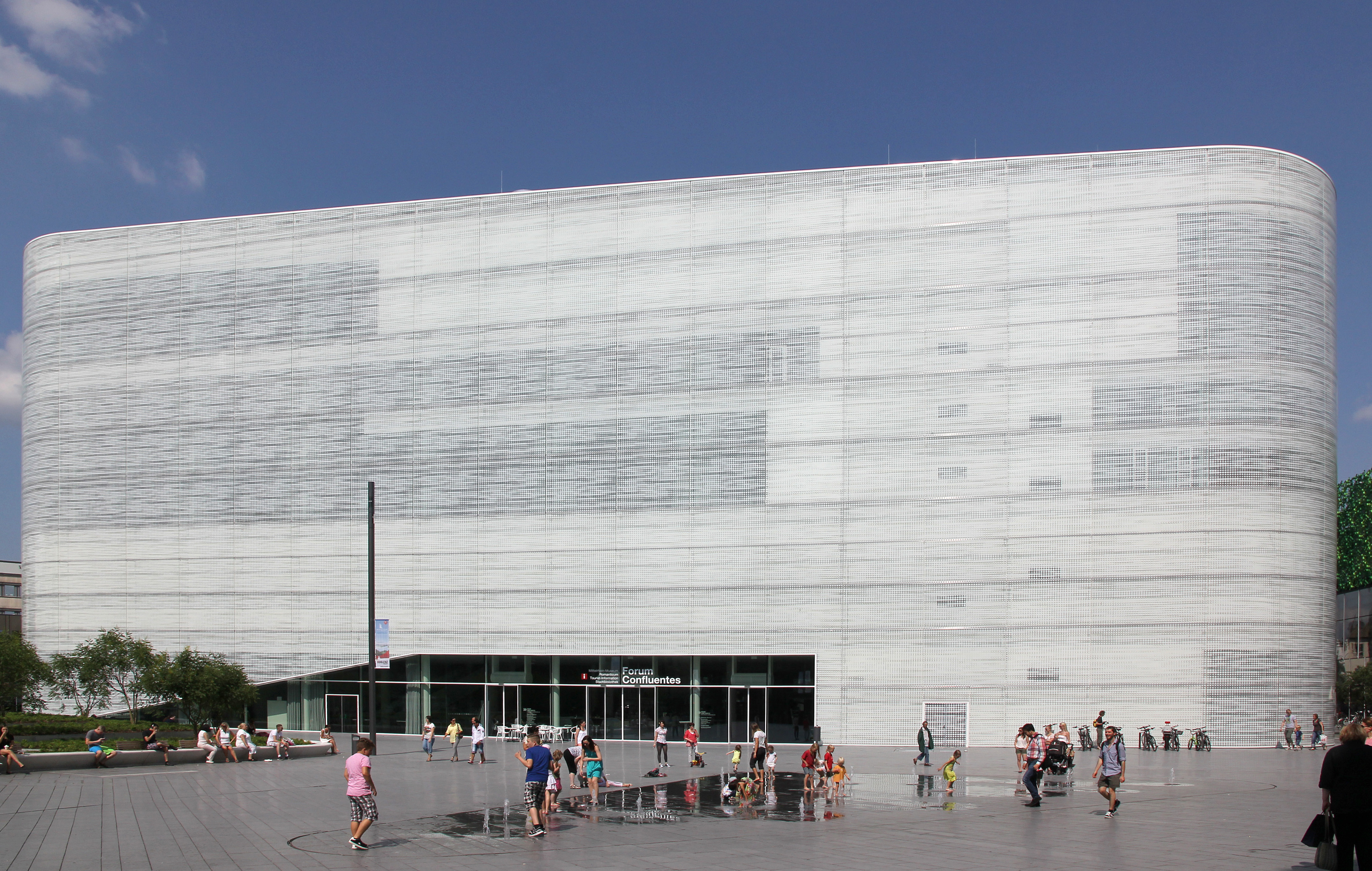
Das Forum Confluentes auf dem Zentralplatz in Koblenz

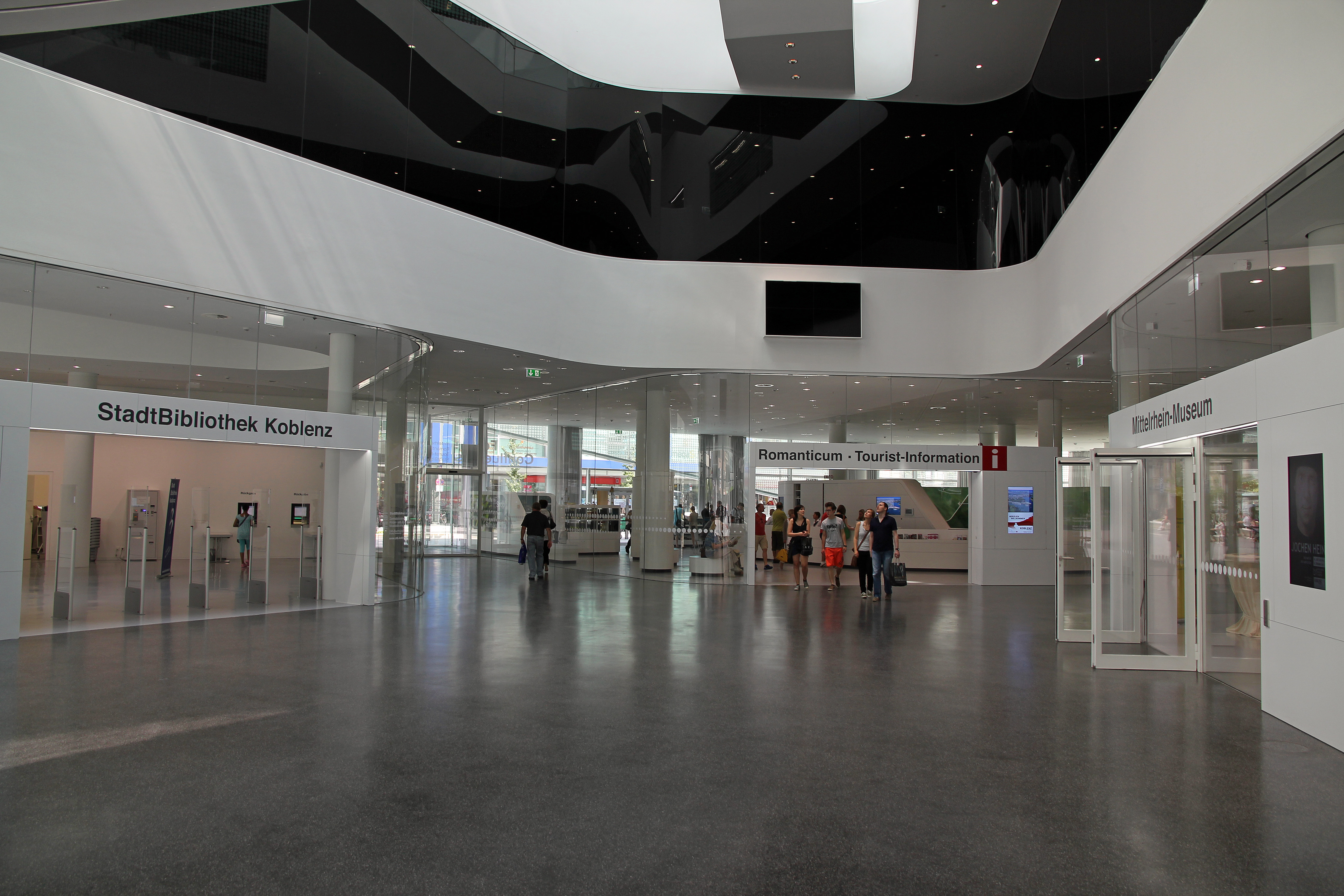
Die drei Zugänge zur Stadtbibliothek, zum Romanticum und zum Mittelrhein-Museum im Forum Confluentes

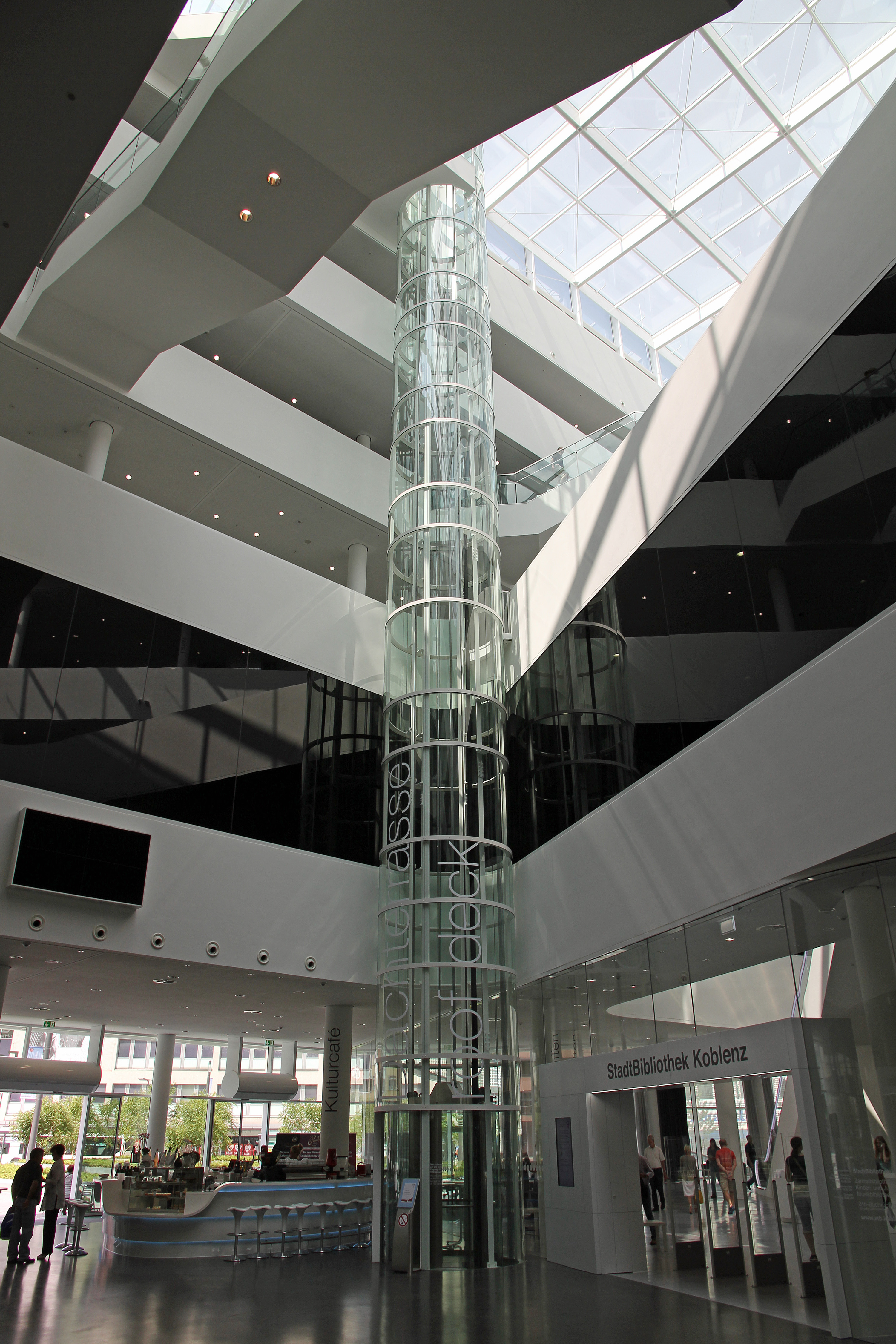
Der Aufzug zur Dachterrasse im Forum Confluentes

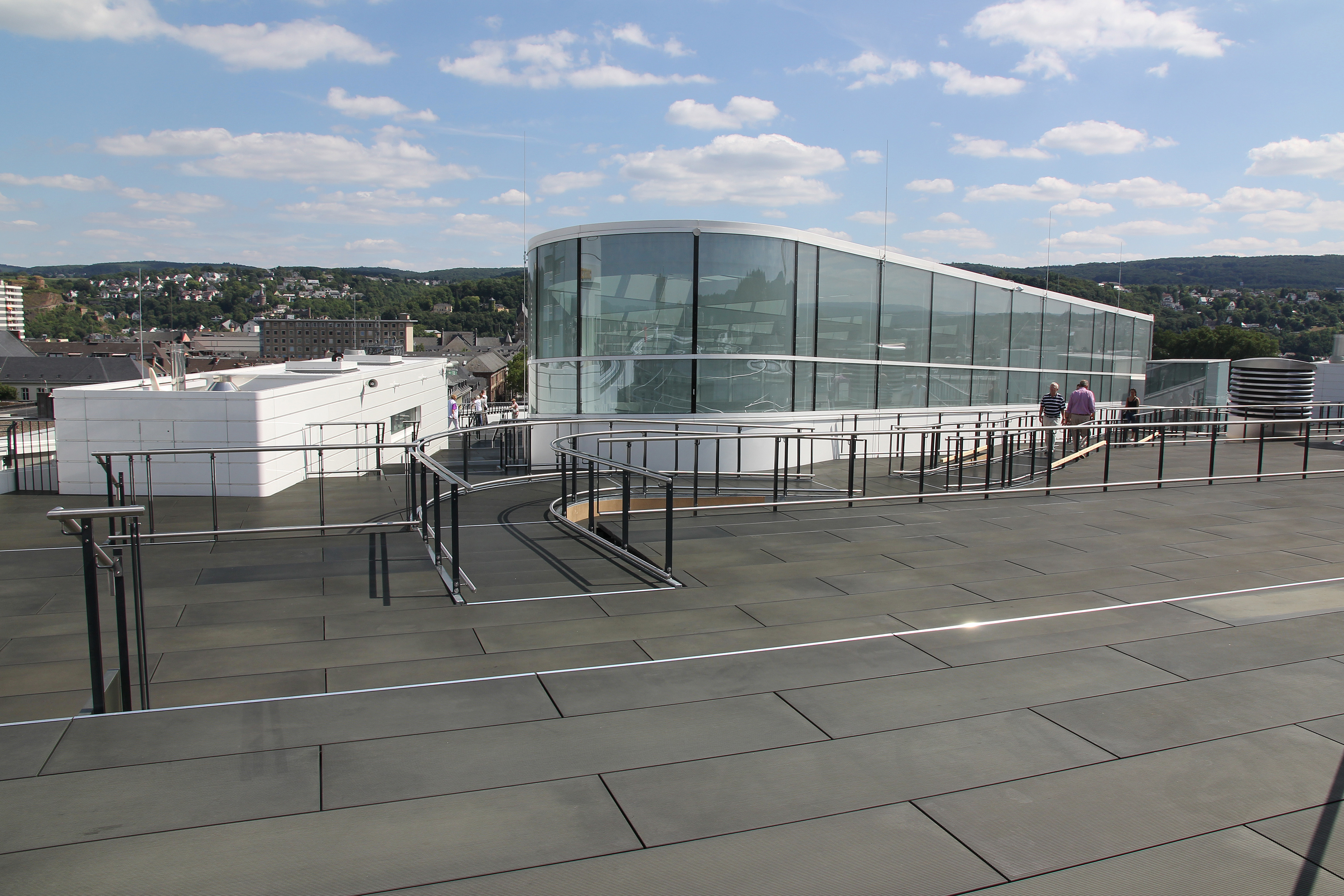
Die Dachterrasse des Forums Confluentes

Das Forum Confluentes ist ein Kulturgebäude auf dem Zentralplatz in Koblenz. Es beherbergt seit 2013 das Mittelrhein-Museum, die Stadtbibliothek, das 2023 geschlossene Romanticum und die Touristeninformation. Neben dem Kulturgebäude befindet sich das Forum Mittelrhein, ein innerstädtisches Einkaufszentrum.

## Zentralplatz
Der Zentralplatz ist kein historisch gewachsener Platz in der Altstadt, sondern wurde nach dem Zweiten Weltkrieg im Zuge des Wiederaufbaus der Stadt Koblenz geschaffen. Nach Schließung des Warenhauses 1996 wurde der Zentralplatz kaum noch von Menschen besucht und verwahrloste. Die Umsetzung der Bebauungspläne für eine Neugestaltung zogen sich aufgrund von Widerständen in der Bevölkerung und der Uneinigkeit im Koblenzer Stadtrat hin. Die Befürworter des Projekts „Forum Mittelrhein“ konnten sich aber schlussendlich durchsetzen. Im August 2010 begannen die Bauarbeiten, nun wurde auch das Warenhaus zusammen mit der Tiefgarage abgerissen. Der neue Zentralplatz befindet sich zwischen Forum Mittelrhein und Forum Confluentes und beinhaltet eine 6.000 m² große Freifläche mit Grüninsel (390 m²) sowie einem Wasserspiel (200 m²).

## Geschichte
Aufgrund der Veränderungen in den 1990er Jahren auf dem Zentralplatz – viele Gewerbeflächen lagen brach, Gebäude standen leer und es gab Baulücken – regte das rheinland-pfälzische Ministerium des Innern und für Sport 2001 erstmals eine Neuordnung des Platzes an. Der Koblenzer Stadtrat legte am 30. Januar 2003 das Sanierungsgebiet „Zentralplatz und angrenzende Bereiche“ fest. Dabei sollte nicht nur der Platz selbst neu gestaltet werden, sondern auch die angrenzenden Verkehrsflächen. Die Stadt Koblenz konnte das Gelände des ehemaligen Ernst-Rodenwaldt-Instituts aufkaufen. Ende 2005 wurde der Gebäudekomplex abgerissen, Ende 2007 begann man mit der Auskofferung des Geländes.
Im Jahr 2007 folgte ein Architekturwettbewerb zur Neugestaltung des Platzes, den im März 2008 das Architekturbüro Benthem Crouwel mit seinem Modell eines „Forum Mittelrhein“ gewann. Das Modell beinhaltet eine gemischte Nutzung des Zentralplatzes von Kultur und Einzelhandel. Der Plan sah als Baubeginn Dezember 2008 und die Fertigstellung des Projekts im Herbst 2010 vor, noch rechtzeitig vor Beginn der Bundesgartenschau 2011. In der Sitzung des Koblenzer Stadtrats vom 6. März 2008 wurden alle Pläne wegen Meinungsverschiedenheiten auf Eis gelegt („Zentralplatzschlacht“), jedoch entschieden, mit Benthem Crouwel weiterzuarbeiten. Die folgende Zeit war gekennzeichnet von kontroversen Diskussionen in der Bevölkerung über die Art der Bebauung. Zur Debatte standen das „Forum Mittelrhein“ oder die Schaffung einer Parkanlage („Casino-Park“). Auch die Frage, ob das neue Gebäude ins Eigentum der Stadt übergehen oder von dieser lediglich angemietet werden sollte, diskutierte man kontrovers. 
Der Koblenzer Stadtrat beschloss am 15. Mai 2009 die Realisierung des Projekts „Forum Mittelrhein“ auf dem Zentralplatz und erteilte am 24. Juni 2010 die Baugenehmigungen. Am 1. Juli 2010 wurden zwischen der Stadt Koblenz, der ECE und der Strabag Real Estate die letzten Verträge geschlossen, zuvor wurden noch die Eigentumsverhältnisse und die Finanzierung geklärt. Mit den Bauarbeiten konnte im August 2010 begonnen werden. Das Einkaufszentrum wurde nach zweijähriger Bauzeit fertiggestellt und am 26. September 2012 eröffnet.
Bei einem Namenswettbewerb 2012 für das Kulturgebäude wählte eine Jury aus 500 Bürgervorschlägen den Namen „K3 Kultur Forum Koblenz“ aus. Der Stadtrat schloss sich in der Sitzung vom 27. Juni 2012 jedoch nicht dieser Entscheidung an und beschloss, das Kulturgebäude in „Forum Confluentes“ zu benennen. Mit dem Kulturgebäude löst die Stadt einige Probleme bei Mittelrhein-Museum und Stadtbibliothek. Die über mehrere Standorte verteilten Einrichtungen waren weder barrierefrei noch genügten sie den heute geforderten Brandschutzbestimmungen. Ferner löste der Neubau die bestehenden Platz- und Präsentationsprobleme des Mittelrhein-Museums, denn von den wertvollen Beständen der städtischen Sammlung konnte nur ein Bruchteil ausgestellt werden. Die Eröffnung des Kulturbaus fand am 20. Juni 2013 statt. Die Dachterrasse war zum Eröffnungstermin noch nicht fertiggestellt und wurde erst am 9. August 2013 für Besucher freigegeben. Die Baukosten für das Forum Confluentes und die dazugehörende Infrastruktur beliefen sich auf 91,1 Mio. Euro. Im ersten Jahr nach der Eröffnung besuchten etwa 500.000 Menschen den Kulturbau. Davon entfielen auf das Mittelrhein-Museum 24.000 Besucher, drei Mal so viel wie am alten Standort, auf die Stadtbibliothek 340.000 Besucher, eine Verdopplung gegenüber 2012, und auf das Romanticum mit der Touristeninformation 102.000 Besucher. Die Dachterrasse wurde von 24.000 Menschen aufgesucht.

## Einrichtungen

### Mittelrhein-Museum
Das Mittelrhein-Museum ist ein Kunstmuseum in Koblenz. Bis zum Umzug ins Forum Confluentes war es zuvor 1965–2013 im Alten Kaufhaus am Florinsmarkt in der Altstadt beheimatet. Es musste seit seiner Gründung je nach Zählung 13 bis 15 Mal umziehen. Träger ist die Stadt Koblenz.

### Stadtbibliothek
Die Stadtbibliothek ist die Öffentliche Bibliothek der Stadt Koblenz. Im Forum Confluentes ist die Zentralbibliothek, die Kinder- und Jugendbücherei sowie die Musikbibliothek/Mediothek untergebracht. Sie unterhält als einzige Bibliothek in Rheinland-Pfalz zwei Bücherbusse, einen Schülerbücherbus für die Grundschulen und einen „Großen Bücherbus“ für die Stadtteile. Des Weiteren gibt es drei Stadtteilbüchereien in Horchheim, auf der Pfaffendorfer Höhe und auf der Karthause.

### Romanticum Koblenz
Das Romanticum beherbergte eine interaktive Ausstellung zum Thema UNESCO-Welterbe Oberes Mittelrheintal. Besucher begaben sich an Bord eines virtuellen Dampfschiffes und erlebten eine Reise durch das Mittelrheintal, das für seine Rheinromantik bekannt ist. 2023 wurde das Romanticum wegen zu geringer Besucherzahlen geschlossen. Die Räume des Romanticums sollen künftig durch das Stadtarchiv Koblenz genutzt werden.
Daneben befindet sich hier die Touristeninformation der Stadt Koblenz.

## Bau
Das 32 m hohe Kulturgebäude besitzt eine Nutzfläche von 12.250 m² und steht am nördlichen Ende des Zentralplatzes. Der fünfstöckige Kulturhybrid bietet dabei einen neuen Platz für das Mittelrhein-Museum (2.500 m² + 425 m² für Wechselausstellungen) und die Stadtbibliothek (ca. 4.500 m²) sowie für das Romanticum, ein Tourismus-Zentrum (1.350 m²) zum Thema UNESCO-Welterbe Oberes Mittelrheintal. Damit werden die bisher auf verschiedene Häuser verteilten Kultureinrichtungen der Stadt an einem zentralen Ort zusammengefasst und ermöglichen nun einen barrierefreien Zugang. Der Bau hat ein gemeinsames 550 m² großes Foyer mit Lichthof und sog. Kulturcafé. Eine mit 1650 m² öffentlich zugängliche Dachterrasse ist über einen verglasten Panoramaaufzug oder über die Stadtbibliothek (5. OG) über einen Treppenzugang erreichbar.